# Synchlora mimicata
Synchlora mimicata là một loài bướm đêm trong họ Geometridae.